# Reschef

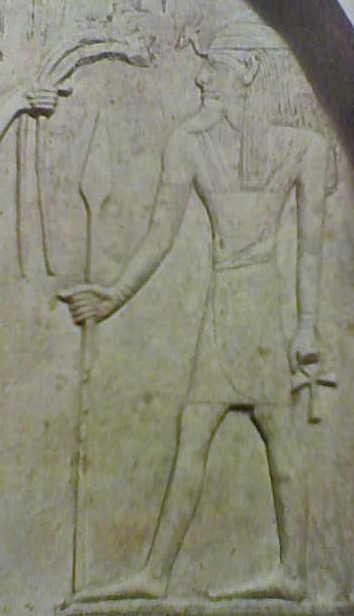
Ägyptische Stele mit der Darstellung von Reschef

Reschef (phönizisch ršf, ägyptisch Ršp, akkadisch Rešef, Ra-sa-ap in Ebla, hebräisch רשף, Ræšæf) war ein syrischer und phönizischer Gott. Älteste Belege für die Verehrung von Rasap stammen aus dem 3. Jahrtausend aus Ebla. Als theophorer Namensbestandteil ist Reschef vor allem in Syrien und am mittleren Euphrat belegt, so in Emar, Ebla, Mari, Terqa und Ḫana. In Emar ist Reschef auch als Bestandteil eines hurritischen Namens (Ikki-Rašap) nachgewiesen.

## Levante
In Ugarit war Reschef ein wichtiger Gott. Er trug den Beinamen tġr šmš, Pförtner der Sonne. Die zahlreichen Versuche, die levantinischen Bronzefiguren eines schreitenden Gottes einer bestimmten Gottheit, insbesondere Ba’al oder Reschef zuzuschreiben, müssen als gescheitert gelten. Ein Schild könnte Reschef kennzeichnen, auch hier ist die Beweislage nach Klingbeil aber unzureichend.
Reschef wurden Opfer in Gärten dargebracht (ršp gn).

### Gleichsetzungen und Deutung
Reschef wurde manchmal mit dem mesopotamischen Nergal gleichgesetzt. Helck will den syrischen Reschef mit dem hethitischen dLAMA.LÍL, dem Schutzgott des Feldes gleichsetzen. Wolfgang Fauth hält den ugaritischen Reschef dagegen für einen „solaren Feuer- und Pestgott“ und verweist darauf, dass die Bezeichnung ršp in späterer Zeit, ähnlich wie b’l, keinen spezifischen Gott mehr bedeutet, dieser wird nun durch Beinamen wie Rešep-Mikal (Kition) angezeigt. In Kition führte Reschef den Beinamen ḥṣ, was nach Teixidor Pfeil bedeutet. Teixidor deutet Reschef dementsprechend als Seuchengott, ähnlich dem griechischen Apollon, dessen Pfeile das Heer der Danaer mit der Pest schlugen. In Idalion wurde er daher später mit Apollon gleichgesetzt.

## Luwier
Reschef wird als „Rešef von den Böcken“ (ršp ṣprm) auch in der phönizischen Fassung der Azatiwataš-Inschrift erwähnt, in der luwischen Version dieser Bilingue heißt er Runzas (DEUS ru-za-sá-há).

## Palästina
Im Tanach, der hebräischen Bibel, wird רשף (ršp) insgesamt sechsmal erwähnt (Hab 3,5 ; 5 Mos 32,23-24 ; Ps 76,4 ; Ps 78,48 ; Hi 41,20 ; Hld 8,6 ). Der Prophet Habakuk erwähnt Reschef, zusammen mit dævær (dbr), der Pest, als Gefolgsleute Jahwes in seinem Kampf gegen die See.

„Vor ihm her geht die Pest, und die Seuche zieht aus in seinem Gefolge.“

Diese Bibelstelle zeigt starke Bezüge zum ugaritischen Epos über den Kampf von Ba’al mit dem Meer (Jam), von dort sind vermutlich auch Reschef und Deber übernommen. John Day verweist auf eine Szene im Drachenkampf des Baal, in dem Reschef den Drachen mit seinen Pfeilen verwundet. Dabir ist auch in Texten aus Ebla als Gottheit aufgeführt. Blair hält die Erwähnung von Reschef dagegen nur für ein poetisches Stilmittel.
Die Identifizierung Reschefs mit Apollon führte zur Umbenennung der nach Reschef benannten Stadt Arsuf in Judäa in Apollonia.

## Reschef in Ägypten
Reschef (Reschep) wurde seit der 12. Dynastie auch in Ägypten verehrt, in der Mitte der 18. Dynastie unter Amenophis II. zunächst als Kriegsgott. Er ist verbunden mit der Göttin Qadesch und wurde in der 18. Dynastie besonders als Pferdegott dargestellt. In dieser Epoche war Reschef offenbar der Gott der Pferde und Streitwagen. Oft wurde der König (Pharao) mit Reschef verglichen, denn es finden sich Formeln wie beispielsweise „Amenophis II. stürmt durch die Furt des Orontes hindurch wie Reschef“ oder auch „die Streitwagen Ramses II. sind mächtig wie viele Reschefs“.
Während Reschef in der 18. Dynastie ein Königsgott war, wurde er in der Ramessidenzeit zu einem Volksgott, der nun kaum noch auf königlichen Denkmälern erschien. Die Denkmäler der Ramessidenzeit zeigen ihn mit Steinbockkopf, Schild, Speer und Axt. Oft wurde er zusammen mit Qadesch und Min dargestellt.
Reschefs Verehrung dauerte die Dritte Zwischenzeit über bis in die Griechisch-Römische Zeit an.